# Rocky IV
Rocky IV er en film fra 1985 og den fjerde film i den kendte Rocky-serie. I tillæg til at spille hovedrollen står Sylvester Stallone for både manuskript og instruktion.

## Handling
Filmen handler om «Rocky Balboa» (spillet af Sylvester Stallone) og den livsfarlige «Ivan Drago» (spillet af Dolph Lundgren). Drago er en succesrig bokser fra Rusland, som er ubesejret. Han kommer til USA for at vise at Rusland har bedre atleter end USA. «Apollo Creed» (spillet af Carl Weathers) udfordrer den gigantiske russer til opvisningskamp. Under kampen bliver han hårdt skadet af russeren og dør. Rocky bliver rasende og bestemmer sig for at udfordre russeren og hævne sin ven Apollo. Det bliver bestemt at kampen skal finde sted i Rusland, og Rocky tager dertil for at træne og forberede sig på sit livs kamp.

## Udgivelse
Filmen indtjente over $300 millioner på verdensbasis da den kom i biograferne i 1985-86.
Filmen spiller i meget stor grad på den anspændte politiske atmosfære mellem USA og Sovjetunionen.

## Medvirkende
- Sylvester Stallone – Rocky Balboa
- Talia Shire – Adrian Balboa
- Burt Young – Paulie Penninno
- Tony Burton – Treinador Tony "Duke" Evers
- Carl Weathers – Apollo Creed
- Dolph Lundgren – Ivan Drago
- Brigitte Nielsen – Ludmilla Vobet Drago
- Michael Pataki – Nicolai Koloff